# Attila Csörgő

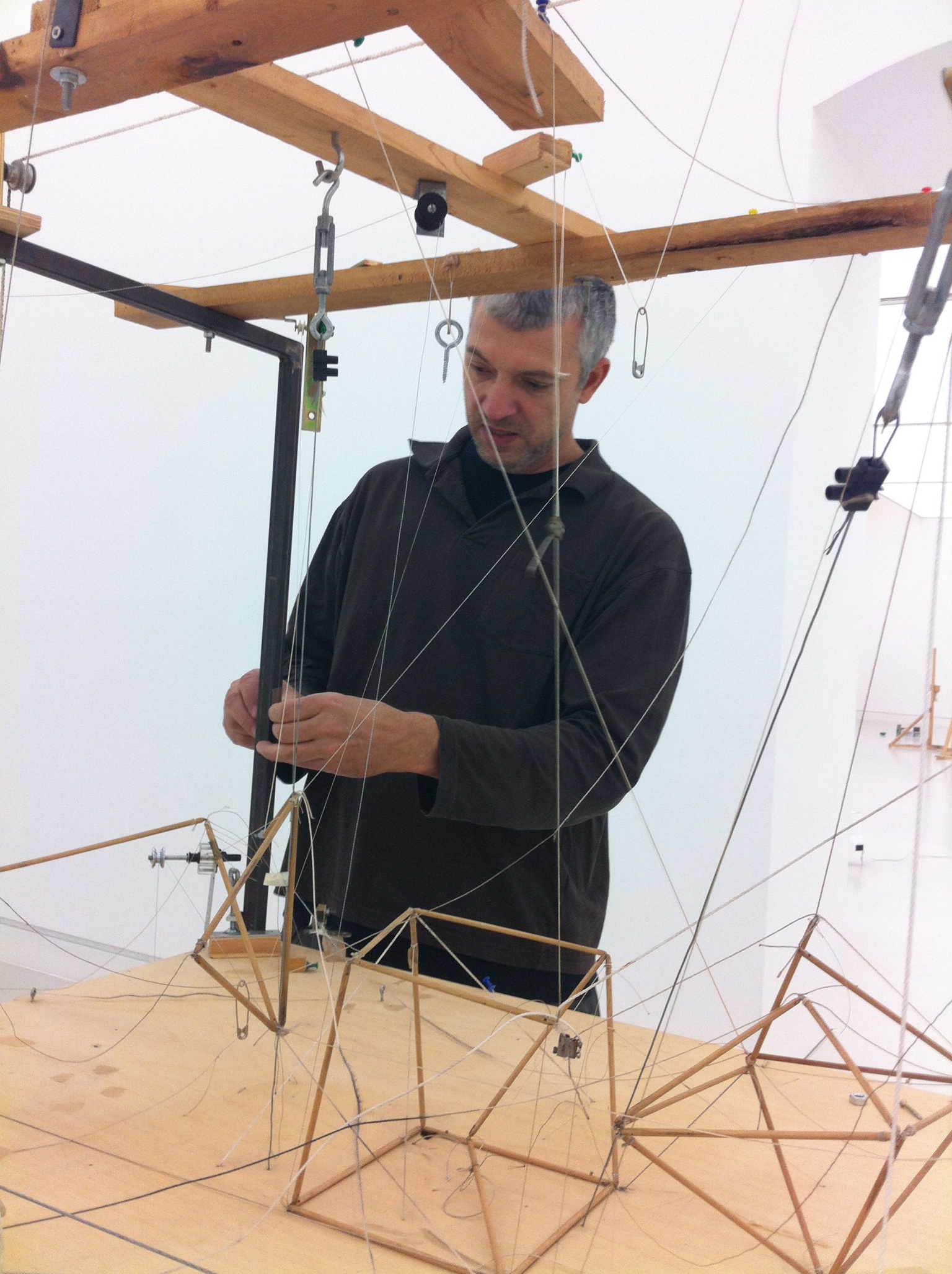
Attila Csörgő beim Aufbau seiner Arbeit: Ohne Titel (1 Tetraeder + 1 Würfel + Oktaeder = 1 Ikosaeder) aus dem Jahr 1999 in der Kunsthalle Mainz

Attila Csörgő (* 29. März 1965 in Budapest) ist ein ungarischer Objektkünstler. Er lebt und arbeitet in Warschau.

## Leben
Csörgő studierte von 1988 bis 1994 an der Ungarischen Akademie der Bildenden Künste (Magyar Képzőművészeti Egyetem) und 1993 an der Rijksakademie van beeldende kunsten im Amsterdam. Er bekam ein Gyula-Derkovits-Stipendium. Csörgő zeigte seine Arbeiten in Einzelausstellungen unter anderem 2008 im Museum Folkwang in Essen und 2011 in der Wiener Secession, in der Hamburger Kunsthalle und 2012/13 in der Kunsthalle Mainz. Er war 1994 Teilnehmer der 22. Biennale von São Paulo, 1999 der Biennale di Venezia, 2003 der Istanbul Biennale und 2008 der Biennale of Sydney. Csörgő war Teilnehmer der dOCUMENTA (13) in Kassel.

## Auszeichnungen
Im Jahr 1998 erhielt er den János-Smohay-Preis, 2001 den Mihály-Munkácsy-Preis und 2008 den Hauptpreis des 4. Nam June Paik Award.